# Idanha-a-Velha
Idanha-a-Velha é uma povoação portuguesa do Município de Idanha-a-Nova, na antiga província da Beira Baixa, região do Centro (Região das Beiras) e sub-região da Beira Interior Sul, que foi sede da extinta Freguesia de Idanha-a-Velha, freguesia que tinha 20,78 km² de área e 63 habitantes (2011), e, por isso, uma densidade populacional de 3 hab./km².
A Freguesia de Idanha-a-Velha foi extinta em 2013, no âmbito de uma reforma administrativa nacional, para, em conjunto com a Freguesia de Monsanto, formar uma nova freguesia denominada União das Freguesias de Monsanto e Idanha-a-Velha com a sede em Monsanto.
Idanha-a-Velha foi sede de um antigo município extinto em 1879, data em que passou para o concelho (atual município) de  Idanha-a-Nova.
É uma das Aldeias Históricas de Portugal. Em 2017 foi nomeada na Categoria de "Aldeias Monumento", no Concurso "7 Maravilhas de Portugal - Aldeias" sendo uma das 7 Pré-Finalistas.
Toponomicamente, Idanha-a-Velha poderá derivar da denominação romana "Cidade dos Igeditanos" (Civitas Igaeditanorum), terminologia que viria a tornar-se Igeditânia. O nome Egitânia só surge em documento do século VI e dele derivam a forma visigótica Egitânia e a forma árabe Idânia.

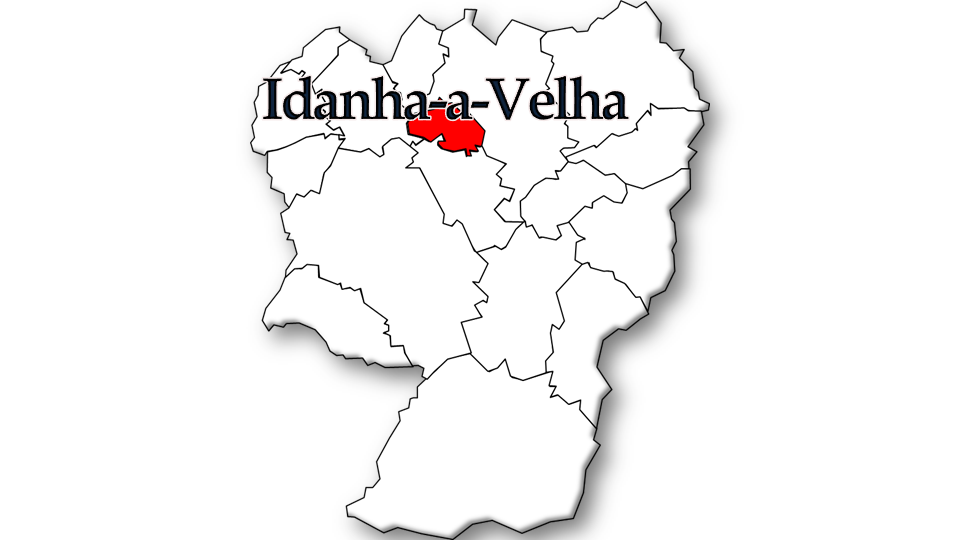
Localização no Município de Idanha-a-Nova

## População
| População da freguesia de Idanha-a-Velha | População da freguesia de Idanha-a-Velha | População da freguesia de Idanha-a-Velha | População da freguesia de Idanha-a-Velha | População da freguesia de Idanha-a-Velha | População da freguesia de Idanha-a-Velha | População da freguesia de Idanha-a-Velha | População da freguesia de Idanha-a-Velha | População da freguesia de Idanha-a-Velha | População da freguesia de Idanha-a-Velha | População da freguesia de Idanha-a-Velha | População da freguesia de Idanha-a-Velha | População da freguesia de Idanha-a-Velha | População da freguesia de Idanha-a-Velha | População da freguesia de Idanha-a-Velha |
| ---------------------------------------- | ---------------------------------------- | ---------------------------------------- | ---------------------------------------- | ---------------------------------------- | ---------------------------------------- | ---------------------------------------- | ---------------------------------------- | ---------------------------------------- | ---------------------------------------- | ---------------------------------------- | ---------------------------------------- | ---------------------------------------- | ---------------------------------------- | ---------------------------------------- |
| 1864                                     | 1878                                     | 1890                                     | 1900                                     | 1911                                     | 1920                                     | 1930                                     | 1940                                     | 1950                                     | 1960                                     | 1970                                     | 1981                                     | 1991                                     | 2001                                     | 2011                                     |
| 186                                      | 210                                      | 174                                      |                                          |                                          |                                          |                                          | 321                                      | 271                                      | 346                                      | 143                                      | 121                                      | 93                                       | 79                                       | 63                                       |

Nos anos de 1900 a 1930 estava anexada à freguesia de Alcafozes (decreto de 02/05/1879). Pelo decreto lei nº 23.324, de 09/12/1933, foi desanexada, passando a constituir uma freguesia autónoma (Fonte: INE)

## História
A povoação foi fundada no período de Augusto (século I a.C.) e a fundação deste núcleo populacional teve para Roma uma importância extrema entre Guarda (Lancia Oppidana) e Mérida (Augusta Emerita). A ocupação romana desta zona está bem comprovada pela observação detalhada das muralhas edificadas entre os séculos III a IV, quando do início das Invasões Bárbaras. É possível identificar os inúmeros vestígios materiais de habitações e templos romanos existentes na povoação, com o reaproveitamento de pedra nas construções posteriores. De facto, esta muralha só cercava parte do que terá sido a magnífica cidade do Alto Império. Segundo algumas teorias, terá sido aqui que, em 305, terá nascido o Papa São Dâmaso I.
Os elementos romanos mais importantes foram destruídos no século V pelos Suevos, restando vestígios em condições muito diversas: a Ponte de Alcântara, que ligava Mérida (Augusta Emerita) a Astorga (Asturica), o Forum, o Podium de Vénus (sobre o qual foi construída a Torre dos Templários), e as Termas, a sul do Forum. No concílio de Lugo, em 569, participou também Idanha, ainda não apelidada de "a Velha". A prosperidade veio com a conquista visigótica, durante a qual foram construídos a Catedral, o Palácio dos Bispos, o Paço episcopal e a Ponte de São Dâmaso. Em 713, os mouros tomaram a cidade e destruíram-na. Reconquistada pelo Rei Afonso III de Leão, foi perdida novamente, só tendo sido definitivamente tomada por D. Sancho I.
Em 1319, D. Dinis doou-a à Ordem de Cristo e o foral só foi renovado no tempo de D. Manuel I em 1514. Os seus marcos mais importantes são o Pelourinho, a Igreja Matriz, as Capelas de São Dâmaso, de São Sebastião e do Espírito Santo.

## Festas e Romarias
- Festa de Nossa Senhora da Conceição no 3.º Domingo de Maio
- Festival do Casqueiro, no 3.º Domingo de Outubro

## Património arquitectónico

### Civil
| Imagem | Nome                                |
| ------ | ----------------------------------- |
|        | Forno Comunitário em Idanha-a-Velha |
|        | Lagar de Varas                      |
|        | Pelourinho de Idanha-a-Velha        |
|        |                                     |

### Militar
| Imagem | Nome                             |
| ------ | -------------------------------- |
|        | Torre dos Templários             |
|        | Muralha romana de Idanha-a-Velha |
|        |                                  |

### Religioso
- Igreja de Santa Maria (antiga Sé Catedral da Egitânia)
- Capela de S. Sebastião
- Conjunto arquitectónico e arqueológico de Idanha-a-Velha Inclui a denominada Catedral de Idanha-a-Velha[5]
- a velha ponte a Este, sobre o Ponsul[9]
- Pelourinho de Idanha-a-Velha[4]

## Colectividades
- CDADID–Centro de Dia e Apoio ao Domicílio de Idanha-a-Velha
- Associação de Caça e Pesca Egitâniense
- LAFIV-Liga dos Amigos da Freguesia de Idanha-a-Velha